# NGC 3086
NGC 3086 est une galaxie spirale située dans la constellation du Sextant. NGC 3086 a été découverte par l'astronome allemand Albert Marth en 1865.

## Caractéristiques
Sa vitesse par rapport au fond diffus cosmologique est de 7 092 ± 37 km/s, ce qui correspond à une distance de Hubble de 104,6 ± 7,3 Mpc (∼341 millions d'al).
À ce jour, une mesure non basée sur le décalage vers le rouge (redshift) donne une distance d'environ 76,800 Mpc (∼250 millions d'al). Cette valeur est de loin à l'extérieur des valeurs de la distance de Hubble. Notons que c'est avec la valeur moyenne des mesures indépendantes, lorsqu'elles existent, que la base de données NASA/IPAC calcule le diamètre d'une galaxie et qu'en conséquence le diamètre de NGC 3086 pourrait être d'environ 43,1 kpc (∼141 000 al) si on utilisait la distance de Hubble pour le calculer.
La classe de luminosité de NGC 3086 est II.